# Langer Marsch 11

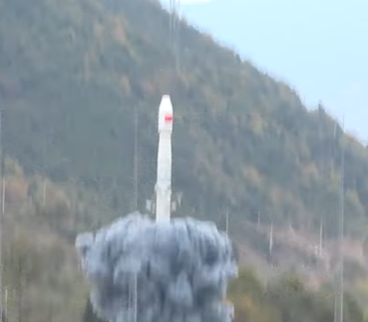
Start einer LM-11 von Xichang im Dezember 2022

Langer Marsch 11, kurz LM-11 (chinesisch 長征十一號 / 长征十一号, Pinyin Chángzhēng shíyī hào, kurz CZ-11), ist eine kleinere vierstufige Trägerrakete der Volksrepublik China. Sie gehört zur Langer-Marsch-Familie und startet vom Kosmodrom Jiuquan (seit Mai 2020 auch Xichang) oder – in der Variante CZ-11H (von chin. 海射型 Hǎishè Xíng, deutsch ‚Seestart-Typ‘,) – von einer schwimmenden Plattform im Meer. Die Rakete wurde von der Chinesischen Akademie für Trägerraketentechnologie (CALT) entwickelt. Sie ist lange lagerbar und nach Ankunft auf dem Startgelände innerhalb von 24 Stunden startbereit. Der Erstflug der CZ-11 fand am 25. September 2015 statt.

## Technik und Startablauf
Die ersten drei Stufen der CZ-11 haben ein Feststoffraketentriebwerk, während die vierte Stufe mit Flüssigtreibstoff arbeitet. Die Rakete wurde von der Interkontinentalrakete Dongfeng 31 (DF-31) abgeleitet, das 2009 entwickelte Triebwerk der ersten Stufe ist mit einer Schubkraft von 1200 kN allerdings deutlich stärker als bei der militärischen Rakete.
Die Außenhülle der CZ-11 ist anders als bei der Interkontinentalrakete aus Kostengründen nicht aus Verbundwerkstoff ausgeführt, sondern in einem Metallgussverfahren. Auch der „Steuerraum“ in der vierten Stufe mit den Lenksystemen für die Lageregelung wurde direkt von den zivilen Changzheng-Raketen übernommen.
Ähnlich wie die DF-31 ist die Changzheng 11 in einem Start- und Transportbehälter untergebracht, der mit einem speziellen Lastwagenanhänger überallhin transportiert werden und von diesem mittels einer hydraulischen Hebevorrichtung aufgestellt werden kann.
Bei der Seestart-Variante CZ-11H wird nur der Transportbehälter mit der Rakete auf die schwimmende Startplattform (beim Erstflug am 5. Juni 2019 der umgebaute, zum Start halb getauchte Seeleichter Tairui) gehoben und das Aufstellen erfolgt dann dort. Die Telemetrie vor dem Start und die Zündung der Rakete erfolgte bei der CZ-11H zunächst per Funk von Land aus, ab dem zweiten Start am 15. September 2020 jedoch von Bord eines in 3 km Entfernung positionierten Kommandoschiffs.
Diese Variante der Rakete ist auch dazu in der Lage, nach dem Start, der bei Wellengang von bis zu 2 m möglich ist, selbstständig die korrekte Flugbahn einzunehmen.
| Modell      | CZ-11                           |
| ----------- | ------------------------------- |
| Stufen      | 4                               |
| Höhe        | 20,8 m                          |
| Durchmesser | 2 m                             |
| Startmasse  | 58 t                            |
| Startschub  | 1200 kN                         |
| Nutzlast    | 700 kg LEO 350 kg SSO           |
| 1. Stufe    |                                 |
| Höhe        | 9 m                             |
| Durchmesser | 2 m                             |
| 2. Stufe    |                                 |
| Höhe        | 3 m                             |
| Durchmesser | 2 m                             |
| 3. Stufe    |                                 |
| Höhe        | 1 m                             |
| Durchmesser | 1,4 m                           |
| 4. Stufe    |                                 |
| Höhe        | 5,7 m (mit Nutzlastverkleidung) |
| Durchmesser | wahlweise 1,6 m oder 2 m        |
| Triebwerk   | YF-50                           |

## Startliste
Dies ist eine Übersicht aller durchgeführten CZ-11-Starts, Stand 31. Juli 2025.
| Lfd. Nr. | Datum (UTC)         | Typ    | Ser.-Nr. | Startplatz             | Nutzlast 2                                                                                                  | Art der Nutzlast                                                                                            | Orbit | Anmerkung |
| 2015     | 2015                | 2015   | 2015     | 2015                   | 2015 | 2015 | 2015  | 2015      |
| -------- | ------------------- | ------ | -------- | ---------------------- | --- | --- | ----- | --------- |
| 01       | 25. Sep. 2015 01:41 | CZ-11  | Y1       | Jiuquan                | Pujiang-1 Tianwang 1A (Shangkeda-2) Tianwang 1B (NJUST-2) Tianwang 1C (NJUST-1)                             | Technologieerprobungssatellit                                                                               | SSO   | Erfolg    |
| 2016     |                     |        |          |                        | | |       |           |
| 02       | 9. Nov. 2016 23:42  | CZ-11  | Y2       | Jiuquan                | XPNAV 1 Xiaoxiang-1 01 Lishui 1-01 CAS-2T KS-1Q                                                             | Technologieerprobungssatellit Amateurfunk/Technologieerprobung 1 Amateurfunk/Technologieerprobung 1         | SSO   | Erfolg    |
| 2018     |                     |        |          |                        | | |       |           |
| 03       | 19. Jan. 2018 04:12 | CZ-11  | Y3       | Jiuquan                | Jilin 1-SP07, Jilin 1-SP08 Quantutong 1 (QTT 1) KIPP 1 Xiaoxiang-2 Zhou Enlai (Huai'An 1)                   | 2 × Erdbeobachtungssatelliten Technologieerprobungssatellit                                                 | SSO   | Erfolg    |
| 04       | 26. Apr. 2018 04:42 | CZ-11  | Y4       | Jiuquan                | OVS 2A (Zhuhai-1 02) OHS 2A–2D (Zhuhai-1 02)                                                                | Erdbeobachtungssatellit 4 Erdbeobachtungssatelliten                                                         | SSO   | Erfolg    |
| 05       | 21. Dez. 2018 23:51 | CZ-11  | Y5       | Jiuquan                | Hongyun 1                                                                                                   | Kommunikationssatellit                                                                                      | LEO   | Erfolg    |
| 2019     |                     |        |          |                        | | |       |           |
| 06       | 21. Jan. 2019 05:42 | CZ-11  | Y6       | Jiuquan                | Jilin 1 Spectrum-01 (Jilin 1 Guanpu-01) Jilin 1 Spectrum-02 (Jilin 1 Guanpu-02) Xiaoxiang-1 03 Lingque 1A   | Erdbeobachtungssatellit Technologieerprobungssatellit Erdbeobachtungssatellit                               | SSO   | Erfolg    |
| 07       | 5. Juni 2019 04:06  | CZ-11H | Y1       | Gelbes Meer            | Bufeng-1A und -1B Jilin 1 Gaofen 03A Xiaoxiang-1 04 Tianqi 3 Zhongdian Wangtong-1A, -1B (Tianxiang 1 und 2) | 2 × Technologieerprobungssatelliten Erdbeobachtungssatellit Internet der Dinge 2 × Kommunikationssatelliten | LEO   | Erfolg    |
| 08       | 19. Sep. 2019 06:42 | CZ-11  | Y7       | Jiuquan                | OVS 3A (Zhuhai-1 03) OHS 3A–3D (Zhuhai-1 03)                                                                | Erdbeobachtungssatellit 4 Erdbeobachtungssatelliten                                                         | SSO   | Erfolg    |
| 2020     |                     |        |          |                        | | |       |           |
| 09       | 29. Mai 2020 20:13  | CZ-11  | Y8       | Xichang                | Xinjishu Shiyan-G (XJS-G) Xinjishu Shiyan-H (XJS-H)                                                         | Technologieerprobungssatellit                                                                               | LEO   | Erfolg    |
| 10       | 15. Sep. 2020 01:23 | CZ-11H | Y2       | Gelbes Meer            | Jilin 1 Gaofen 03B 01-06 Jilin 1 Gaofen 03C 01-03                                                           | 6 Erdbeobachtungssatelliten 3 Erdbeobachtungssatelliten                                                     | SSO   | Erfolg    |
| 11       | 9. Dez. 2020 20:14  | CZ-11  | Y9       | Xichang                | GECAM A&B                                                                                                   | 2 Forschungssatelliten                                                                                      | LEO   | Erfolg    |
| 2022     |                     |        |          |                        | | |       |           |
| 12       | 30. März 2022 02:29 | CZ-11  |          | Jiuquan                | Tianping 2A, 2B, 2C                                                                                         | 3 Wetterbeobachtungssatelliten                                                                              | SSO   | Erfolg    |
| 13       | 30. Apr. 2022 03:30 | CZ-11H |          | Gelbes Meer            | Jilin 1 Gaofen 03D04 – 07 Jilin 1 Gaofen 04A                                                                | 5 Erdbeobachtungssatelliten                                                                                 | SSO   | Erfolg    |
| 14       | 7. Okt. 2022 13:10  | CZ-11H |          | Gelbes Meer            | CentiSpace 1-S5 CentiSpace 1-S6                                                                             | 2 Navigationsunterstützungssatelliten                                                                       | LEO   | Erfolg    |
| 15       | 16. Dez. 2022 06:17 | CZ-11  |          | Xichang                | Shiyan-21                                                                                                   | Technologieerprobungssatellit                                                                               | LEO   | Erfolg    |
| 2023     |                     |        |          |                        | | |       |           |
| 16       | 15. März 2023 11:41 | CZ-11  | Y11      | Jiuquan                | Shiyan-19                                                                                                   | Erdbeobachtungssatellit                                                                                     | SSO   | Erfolg    |
| 17       | 25. Dez. 2023 22:39 | CZ-11H |          | Südchine- sisches Meer | Shiyan 24C1–C3                                                                                              | 3 Technologieerprobungssatelliten                                                                           | SSO   | Erfolg    |